# Karl von Bagenski
Karl Leopold Heinrich von Bagenski (* 4. Juni 1794 in Kolberg; † 14. Dezember 1859 in Wetzlar) war ein preußischer Generalleutnant und Militärschriftsteller.

## Herkunft
Seine Eltern waren Adalbert von  Bagenski (* 22. April 1750; † 16. August 1845) und dessen Ehefrau Sophie Wilhelmine Müller (* 11. September 1757; † 10. November 1839). Sein Vater war Hauptmann a. D. sowie Hafen- und Salinen-Inspekteur in Kolberg.

## Leben
Bagenski war 1805 Kadett in der Garnison von Stolp und dann seit dem 1. Juli 1810 Musketier im Kolbergschen 2. Pommerschen Infanterie-Regiment Nr. 9. Am 12. Juni 1811 wurde er Portepeefähnrich, am 3. April 1812 Sekondeleutnant.
Im Zeitraum 1813 bis 1815 nahm er an Feldzügen teil. Er erlebte die Belagerungen von Stettin, Landrecies, Philippeville sowie Givet und kämpfte in den Schlachten bei Groß Beeren, Dennewitz (verwundet, Eisernes Kreuz II. Klasse), Leipzig, Ligny (schwer verwundet) und in dem Gefecht von Hoyerswerda (verwundet). Am 2. September 1815 wurde er zum Premierleutnant befördert. Im Jahr 1813 war er während des Waffenstillstandes bei den Arbeiten zur Befestigung Berlins vorübergehend auch als Ingenieuroffizier verwendet worden.
Im Mai 1829 wurde Bagenski zum Kapitän und Kompaniechef ernannt. Im März 1837 wurde er Major und Kommandeur des I. Bataillons des 2. Landwehrregiments. Am 10. April 1838 wurde er Direktor der Divisionsschule der 3. Division.
Seit dem 30. März 1844 war er Bataillonskommandeur im 2. Infanterie(Königs)-Regiment. Am 27. März 1847 wurde er Oberstleutnant und am 13. Mai 1848 Kommandeur des 9. Infanterie-Regiments in Kolberg. Am 19. November 1849 wurde er Oberst. Mitte April 1852 wurde er Kommandeur der 4. Landwehr-Brigade, im Mai 1852 Kommandeur der 7. Infanterie-Brigade. In dieser Stellung erhielt Bagenski am 3. September 1856 den Roten Adlerorden II. Klasse mit Eichenlaub. Am 8. Juli 1858 wurde er mit dem Charakter als Generalleutnant mit Pension zur Disposition gestellt.

## Familie
Bagenski hatte sich am 22. November 1822 in Rügenwalde mit Ulrike Wilhelmine Auguste Luise von Loefen (1802–1841) verheiratet. Aus der Ehe gingen fünf Söhne und eine Tochter hervor:
- Wilhelm Friedrich Kurt Eduard (* 1. November 1823 in Stettin; † 3. Juli 1866 bei Königgrätz)[1], zuletzt preußischer Hauptmann und Kompaniechef im Infanterie-Regiment Nr. 21
- Eugen Julius Hermann Albert (* 19. Dezember 1824 in Stettin; † 18. April 1905 in Berlin), preußischer Major a. D. ⚭ Anna von Spalding (* 20. Januar 1840)
- Rudolf August Gustav (* 23. Januar 1829 in Stettin; † 10. Juni 1878 in Berlin), preußischer Major a. D. ⚭ (geschieden) Agnes von Schulz (* 22. Oktober 1833; † 8. November 1896)
- Ernst Hugo Robert (* 10. November 1832 in Stettin; † 3. Juni 1911 in Burg (Dithmarschen))

⚭ 1861 (geschieden) Auguste von Seckendorf-Aberdar (* 21. Juli 1841; † 4. März 1907 in München), Eltern von Elsa von Bagenski
⚭ (geschieden) Franziska Bechmach verwitwete Eschenbach
⚭ Anna Wiebke Muhl
- Elise Sophie Friederike (* 20. Februar 1835 in Stettin; † 9. März 1860) ⚭ 27. September 1857 Bruno von Steinäcker[2] (* 20. Januar 1826; † 20. März 1881), Oberst a. D., Sohn von Heinrich Bruno von Steinaecker
- Johannes (* 24. Juni 1838 in Stettin; † 18. März 1922 in Berlin-Halensee), preußischer Hauptmann a. D.

## Werke (Auswahl)
- Das neue preußische Infanterie-Gewehr (veröffentlicht gemeinsam mit Carl Heinrich Klaatsch, * 1794, † 1845). 147 Seiten, 1820 (Digitalisat).
- Geschichte des 9ten Infanterie-Regiments genannt Kolbergsches. Kolberg 1842 (Volltext, ohne gefaltete Tafeln).
- Der einjährige freiwillige Militärdienst im Preußischen Staate. Vollständige Nachweisung aller darüber vorhandenen geltenden gesetzlichen Bestimmungen. Ein Ratgeber für alle gebildeten jungen Männer, welche den Militärdienst durch einen einjährigen freiwilligen Dienst ableisten wollen, 1844.